# ابرلین (اوهایو)
اُبرلین (به انگلیسی: Oberlin) شهری در ایالت اوهایو کشور ایالات متحده آمریکا است که جمعیت آن در سرشماری سال ۲۰۱۰ میلادی، ۸٬۲۸۶ نفر بوده‌است.